# Троє чоловіків та немовля в люльці
«Троє чоловіків та немовля в люльці» (фр. Trois Hommes Et Un Couffin) — французька кінокомедія 1985 року поставлена режисеркою Колін Серро. Фільм отримав три премії «Сезар», включаючи за найкращий сценарій та найкращий фільм, увійшов до сотні найбільш відвідуваних зарубіжних фільмів радянського прокату (33.5 млн переглядів), був номінований на «Оскара» та «Золотий глобус» 

## Синопсис
Троє холостяків, знімають величезну квартиру. Ніхто з чоловіків навіть не намагається запам'ятати імена жінок, що спонтанно виникають на їх життєвому шляху. Але безладне відношення до життя, урешті-решт, дає невтішні результати. Якось уранці на порозі загальної квартири один з друзів знаходить кошик з малям і запискою. На клаптику паперу вказано ім'я дитини — Марі. Пізніше з'ясується, що мама Марі — колишня дівчина одного з головних героїв. Проте спочатку вони не знають цього факту, що робить ситуацію ще комічнішою. Троє дорослих чоловіків абсолютно не уявляють, як треба доглядати за немовлям. Але герої намагаються зробити усе, щоб оточити немовля любов'ю і турботою.

## В ролях
| Ролан Жиро          | ···· | П'єр                       |
| Мішель Бужена       | ···· | Мішель                     |
| Андре Дюссольє      | ···· | Жак                        |
| Філіпін Леруа-Больє | ···· | Сільвія                    |
| Домініка Лаванан    | ···· | мадемуазель Рапон          |
| Марта Вілалонга     | ···· | Антуанетта                 |
| Франсуа Доманж      | ···· | Поль                       |
| Аннік Алан          | ···· | фармацевт                  |
| Жозіан Комелла      | ···· | мадам Родрігез, конс'єржка |

## Визнання
| Нагороди та номінації фільму «Троє чоловіків та немовля в люльці» | Нагороди та номінації фільму «Троє чоловіків та немовля в люльці» | Нагороди та номінації фільму «Троє чоловіків та немовля в люльці» | Нагороди та номінації фільму «Троє чоловіків та немовля в люльці» | Нагороди та номінації фільму «Троє чоловіків та немовля в люльці» | Нагороди та номінації фільму «Троє чоловіків та немовля в люльці» |
| Рік                                                               | Нагорода                                                          | Категорія                                                         | Номінант                                                          | Результат                                                         |                                                                   |
| ----------------------------------------------------------------- | ----------------------------------------------------------------- | ----------------------------------------------------------------- | ----------------------------------------------------------------- | ----------------------------------------------------------------- | ----------------------------------------------------------------- |
| 1985                                                              | Премія Французької національної академія кіно                     | Премія Французької національної академія кіно                     | Колін Серро                                                       | Перемога                                                          |                                                                   |
| 1986                                                              | Премія Оскар                                                      | Найкращий фільм іноземною мовою                                   | Троє чоловіків та немовля в люльці                                | Номінація                                                         |                                                                   |
| 1986                                                              | Премія «Сезар»                                                    | Найкращий фільм                                                   | Троє чоловіків та немовля в люльці                                | Перемога                                                          |                                                                   |
| 1986                                                              | Премія «Сезар»                                                    | Найкраща режисерська робота                                       | Колін Серро                                                       | Перемога                                                          |                                                                   |
| 1986                                                              | Премія «Сезар»                                                    | Найкращий актор другого плану                                     | Мішель Бужена                                                     | Перемога                                                          |                                                                   |
| 1986                                                              | Премія «Сезар»                                                    | Найкраща акторка другого плану                                    | Домініка Лаванан                                                  | Номінація                                                         |                                                                   |
| 1986                                                              | Премія «Сезар»                                                    | Найперспективніша акторка                                         | Філіпін Леруа-Больє                                               | Номінація                                                         |                                                                   |
| 1986                                                              | Премія «Сезар»                                                    | Найкращий сценарій                                                | Колін Серро                                                       | Перемога                                                          |                                                                   |
| 1987                                                              | Золотий глобус                                                    | Найкращий фільм іноземною мовою                                   | Троє чоловіків та немовля в люльці                                | Номінація                                                         |                                                                   |

## Цікавинки
- Фільм став найкасовішою стрічкою десятиліття у Франції, отримавши 10 251 465 переглядів (з них у Парижі — 2 195 317)[4].
- У США за сюжетом цього фільму було знято ремейк «Троє чоловіків і немовля» (режисер Леонард Німой).
- Колін Серро була автором сценарію до цього фільму та співавтором сценарію (з Джеймсом Орром та Джимом Крукшенком) до його американському ремейку.
- У французькому фільмі імена головних героїв Мішель, П'єр і Жак; у американському — Майкл, Пітер і Джек.
- У 2002 році вийшло продовження фільму під назвою «Через 18 років», де йдеться про Марі, яка вже закінчила коледж, та про яку продовжують проявляти турботу троє її «названих батьків».